# Командный чемпионат Европы по легкоатлетическим многоборьям
Командный чемпионат Европы по легкоатлетическим многоборьям (в 1973—2015 — Кубок Европы по легкоатлетическим многоборьям) — упразднённое международное командное соревнование по легкоатлетическим многоборьям, проводившееся раз в 2 года Европейской легкоатлетической ассоциацией. Традиционно проходил в конце июня — начале июля. Первый турнир состоялся в 1973 году, последний — в 2019 году.
Командный чемпионат Европы по многоборьям имел три дивизиона в зависимости от силы команд: Суперлига (сильнейшие сборные), Первая лига, Вторая лига (слабейшие). По итогам каждого розыгрыша между дивизионами происходил обмен командами: по 2 худшие вылетали в лигу ниже, по 2 лучшие поднимались на следующий уровень. С 2013 года командный зачёт турнира был общий, без разделения на мужской и женский. Мужчины соревновались в десятиборье, женщины — в семиборье (до 1981 года — в пятиборье).

## История
Кубок Европы по многоборьям — один из старейших международных стартов в легкоатлетическом календаре. Впервые он был проведён в 1973 году, и с тех пор формат его проведения неоднократно претерпевал изменения. Долгое время мужчины и женщины соревновались раздельно, зачастую в разных странах.
Изначально соревнования проходили в два этапа: сначала по итогам полуфиналов определялись сборные-финалисты, которые через месяц выявляли сильнейших в финале.
В 1983 году на смену двухэтапному турниру с полуфиналами и финалом пришла структура с тремя дивизионами. Кубок Европы разыгрывался в финале A, а сборные в финалах B и C боролись за выход в следующую по силе лигу. С 1993 года дивизионы были переименованы в Суперлигу, Первую лигу и Вторую лигу, а Кубок Европы стал проходить ежегодно (до этого — раз в два года).
После 2011 года Европейская ассоциация перестала проводить соревнования в год Олимпийских игр, а также сделала общий командный зачёт: теперь мужчины и женщины стали бороться за один трофей. С 2017 года турнир был переименован в Командный чемпионат Европы по легкоатлетическим многоборьям, а периодичность его проведения вернулась к формуле «один раз в 2 года».
Турнир 2019 года стал последним в истории. Упразднение турнира было утверждено в апреле 2019 года но Совете Европейской легкоатлетической ассоциации. Комментируя это решение, European Athletics указала, что «командный чемпионат Европы больше не является важной частью подготовки многоборцев к крупнейшим международным соревнованиям, поэтому ресурсы, необходимые для его организации, лучше направить на другие цели».
Количество участников команды оставалось неизменным на протяжении всей истории турнира: по 4 мужчины и женщины, 3 лучших результата шли в зачёт.
За годы проведения Кубка Европы по многоборьям на нём были установлены два мировых рекорда. В 1977 году советская легкоатлетка Надежда Ткаченко обновила высшее достижение в пятиборье — 4839 очков. Ещё один мировой рекорд установил Томаш Дворжак из Чехии на Кубке Европы 1999 года — 8994 очка в десятиборье.

## Формат
В соревнованиях принимали участие сборные, представлявшие национальные федерации, входящие в Европейскую легкоатлетическую ассоциацию. Все команды были распределены на лиги в зависимости от выступления в предыдущем турнире. Восемь сильнейших команд участвовали в Суперлиге, где боролись за чемпионство, следующие восемь составляли Первую лигу, остальные попадали во Вторую лигу.
Две худшие команды в Суперлиге и Первой лиге по итогам каждого розыгрыша опускались дивизионом ниже, две лучшие команды в Первой и Второй лигах занимали их место.
Каждая страна могла заявить максимум 4 мужчины и 4 женщины. Победитель соревнований определялся по сумме трёх лучших мужских и трёх лучших женских результатов в команде. Сборные, имеющие только 2 и менее зачётных результата у мужчин или женщин, не участвовали в командном первенстве.
Во Второй лиге командного чемпионата Европы к участию допускались многоборцы, выступающие индивидуально, из стран, не сумевших собрать полноценную команду.

## Розыгрыши (финал A и Суперлига)
| №  | Год  | Город                          | Страна                | Сроки          | Стадион                                     | Кол-во стран     | Кол-во атлетов    |
| -- | ---- | ------------------------------ | --------------------- | -------------- | ------------------------------------------- | ---------------- | ----------------- |
| 1  | 1973 | Бонн                           | ФРГ                   | 22—23 сентября | «Шпортпарк-Норд»                            | 10 (муж)/8 (жен) | 71                |
| 2  | 1975 | Быдгощ                         | Польша                | 6—7 сентября   | «Завиша»                                    | 7 (муж)/7 (жен)  | 56                |
| 3  | 1977 | Лилль                          | Франция               | 17—18 сентября | «Норд»                                      | 8 (муж)/8 (жен)  | 64                |
| 4  | 1979 | Дрезден                        | ГДР                   | 1—2 сентября   | «Хайнц-Штайер-Штадион»                      | 6 (муж)/6 (жен)  | 48                |
| 5  | 1981 | Бирмингем                      | Великобритания        | 29—30 августа  | «Александр-Стэдиум»                         | 7 (муж)/6 (жен)  | 52                |
| 6  | 1983 | София                          | Болгария              | 10—11 сентября | «Васил Левски»                              | 6 (муж)/6 (жен)  | 48                |
| 7  | 1985 | Крефельд                       | ФРГ                   | 7—8 сентября   | «Лёшенхофвег»                               | 6 (муж)/6 (жен)  | 47                |
| 8  | 1987 | Базель (муж) Арль (жен)        | Швейцария · Франция   | 4—5 июля       | «Шюценматте» «Фернан Фурнье»                | 8 (муж) 8 (жен)  | 32 (муж) 32 (жен) |
| 9  | 1989 | Тёнсберг (муж) Хелмонд (жен)   | Норвегия · Нидерланды | 15—16 июля     | «Гревескуген» «Моленвен»                    | 8 (муж) 8 (жен)  | 30 (муж) 32 (жен) |
| 10 | 1991 | Хелмонд                        | Нидерланды            | 6—7 июля       | «Моленвен»                                  | 8 (муж)/8 (жен)  | 64                |
| 11 | 1993 | Оулу                           | Финляндия             | 10—11 июля     | «Раатти»                                    | 8 (муж)/8 (жен)  | 63                |
| 12 | 1994 | Лион                           | Франция               | 2—3 июля       | «Лоран Жерен»                               | 8 (муж)/8 (жен)  | 63                |
| 13 | 1995 | Вальядолид (муж) Хелмонд (жен) | Испания · Нидерланды  | 1—2 июля       | «Рио Эсгева» «Моленвен»                     | 8 (муж) 8 (жен)  | 31 (муж) 32 (жен) |
| 14 | 1996 | Лаге                           | Германия              | 15—16 июня     | «Верреангер»                                | 8 (муж)/8 (жен)  | 64                |
| 15 | 1997 | Таллин (муж) Оулу (жен)        | Эстония · Финляндия   | 28—29 июня     | «Кадриорг» «Раатти»                         | 8 (муж) 8 (жен)  | 32 (муж) 32 (жен) |
| 16 | 1998 | Таллин                         | Эстония               | 4—5 июля       | «Кадриорг»                                  | 8 (муж)/8 (жен)  | 64                |
| 17 | 1999 | Прага                          | Чехия                 | 3—4 июля       | Стадион Эвжена Рошицкого                    | 8 (муж)/8 (жен)  | 64                |
| 18 | 2000 | Оулу                           | Финляндия             | 1—2 июля       | «Раатти»                                    | 8 (муж)/8 (жен)  | 62                |
| 19 | 2001 | Арль                           | Франция               | 30 июня—1 июля | «Фернан Фурнье»                             | 8 (муж)/8 (жен)  | 63                |
| 20 | 2002 | Быдгощ                         | Польша                | 29—30 июня     | Стадион имени Здзислава Кшишковяка          | 8 (муж)/8 (жен)  | 64                |
| 21 | 2003 | Брессаноне                     | Италия                | 5—6 июля       | «Райффайзен-Арена»                          | 8 (муж)/8 (жен)  | 63                |
| 22 | 2004 | Таллин (муж) Хенгело (жен)     | Эстония · Нидерланды  | 3—4 июля       | «Кадриорг» Стадион имени Фанни Бланкерс-Кун | 8 (муж) 8 (жен)  | 32 (муж) 32 (жен) |
| 23 | 2005 | Быдгощ                         | Польша                | 2—3 июля       | Стадион имени Здзислава Кшишковяка          | 7 (муж)/8 (жен)  | 60                |
| 24 | 2006 | Арль                           | Франция               | 1—2 июля       | «Фернан Фурнье»                             | 8 (муж)/8 (жен)  | 64                |
| 25 | 2007 | Таллин (муж) Щецин (жен)       | Эстония · Польша      | 7—8 июля       | «Кадриорг» Городской стадион                | 8 (муж) 8 (жен)  | 32 (муж) 31 (жен) |
| 26 | 2008 | Хенгело                        | Нидерланды            | 28—29 июня     | Стадион имени Фанни Бланкерс-Кун            | 8 (муж)/8 (жен)  | 62                |
| 27 | 2009 | Щецин                          | Польша                | 27—28 июня     | Городской стадион                           | 8 (муж)/8 (жен)  | 63                |
| 28 | 2010 | Таллин                         | Эстония               | 26—27 июня     | «Кадриорг»                                  | 8 (муж)/8 (жен)  | 64                |
| 29 | 2011 | Торунь                         | Польша                | 2—3 июля       | Муниципальный стадион                       | 8 (муж)/8 (жен)  | 63                |
| 30 | 2013 | Таллин                         | Эстония               | 29—30 июня     | «Кадриорг»                                  | 8                | 64                |
| 31 | 2014 | Торунь                         | Польша                | 5—6 июля       | Муниципальный стадион                       | 8                | 64                |
| 32 | 2015 | Обань                          | Франция               | 4—5 июля       | Стадион имени Латр де Тассиньи              | 8                | 64                |
| 33 | 2017 | Таллин                         | Эстония               | 1—2 июля       | «Кадриорг»                                  | 7                | 56                |
| 34 | 2019 | Луцк                           | Украина               | 6—7 июля       | «Авангард»                                  | 8                | 60                |

## Рекорды соревнований
Следующие результаты являются лучшими в истории командного чемпионата (Кубка) Европы по легкоатлетическим многоборьям.

### Мужчины (десятиборье)
| Первенство | Рекорд | Спортсмен                                                 | Страна | Год  | Место        |
| ---------- | --- | --------------------------------------------------------- | ------ | ---- | ------------ |
| Личное     | 8994 очка | Томаш Дворжак                                             | Чехия  | 1999 | Прага, Чехия |
| Личное     | 10,54 (100 м), 7,90 м (прыжок в длину), 16,78 м (толкание ядра), 2,04 м (прыжок в высоту), 48,08 (400 м), 13,73 (110 м с барьерами), 48,33 м (метание диска), 4,90 м (прыжок с шестом), 72,32 м (метание копья), 4.37,20 (1500 м) |                                                           |        |      |              |
| Командное  | 25 375 очков | Томаш Дворжак (8994) Роман Шебрле (8527) Иржи Рыба (7854) | Чехия  | 1999 | Прага, Чехия |

### Женщины (семиборье)
| Первенство | Рекорд       | Спортсмен                                                                 | Страна | Год  | Место               |
| ---------- | ------------ | ------------------------------------------------------------------------- | ------ | ---- | ------------------- |
| Личное     | 6875 очков   | Лариса Никитина                                                           | СССР   | 1989 | Хелмонд, Нидерланды |
| Командное  | 19 820 очков | Лариса Никитина (6875) Ремигия Назаровене (6600) Наталья Шубенкова (6345) | СССР   | 1989 | Хелмонд, Нидерланды |

### Общий зачёт (с 2013)
| Первенство | Рекорд       | Спортсмен | Страна | Год  | Место          |
| ---------- | ------------ | --- | ------ | ---- | -------------- |
| Командное  | 41 700 очков | Илья Шкуренёв (8378) Евгений Саранцев (7851) Сергей Тимшин (7825) Анна Бланк (6037) Ульяна Александрова (5963) Анастасия Белякова (5646) | Россия | 2015 | Обань, Франция |

## Победители командного зачёта

### Мужчины
| Страна   | Количество побед | Годы побед                                                         |
| -------- | ---------------- | ------------------------------------------------------------------ |
| Германия | 8                | 1991, 1996, 2002 · ГДР (3): 1979, 1987, 1989 · ФРГ (2): 1981, 1983 |
| Франция  | 6                | 1993, 1994, 2000, 2001, 2003, 2006                                 |
| Чехия    | 4                | 1995, 1997, 1998, 1999                                             |
| СССР     | 3                | 1975, 1977, 1985                                                   |
| Беларусь | 3                | 2007, 2008, 2009                                                   |
| Эстония  | 3                | 2004, 2005, 2010                                                   |
| Польша   | 1                | 1973                                                               |
| Россия   | 1                | 2011                                                               |

### Женщины
| Страна         | Количество побед | Годы побед                                                       |
| -------------- | ---------------- | ---------------------------------------------------------------- |
| Россия         | 11               | 1993, 1994, 1997, 1998, 1999, 2000, 2001, 2003, 2004, 2006, 2011 |
| Германия       | 9                | 1991, 1996, 2002 · ГДР (6): 1973, 1975, 1979, 1981, 1983, 1985   |
| СССР           | 3                | 1977, 1987, 1989                                                 |
| Беларусь       | 2                | 1995, 2005                                                       |
| Великобритания | 1                | 2007                                                             |
| Украина        | 1                | 2008                                                             |
| Польша         | 1                | 2009                                                             |
| Франция        | 1                | 2010                                                             |

### Общий зачёт (с 2013)
| Страна  | Количество побед | Годы побед |
| ------- | ---------------- | ---------- |
| Россия  | 2                | 2014, 2015 |
| Франция | 1                | 2013       |
| Украина | 1                | 2017       |
| Эстония | 1                | 2019       |